# Prophantis adusta
Prophantis adusta är en fjärilsart som beskrevs av Inoue 1986. Prophantis adusta ingår i släktet Prophantis och familjen Crambidae. Inga underarter finns listade i Catalogue of Life.